# Stizolestes gayi
Stizolestes gayi är en tvåvingeart som först beskrevs av Macquart 1838.  Stizolestes gayi ingår i släktet Stizolestes och familjen rovflugor. Inga underarter finns listade i Catalogue of Life.